# Baulândia

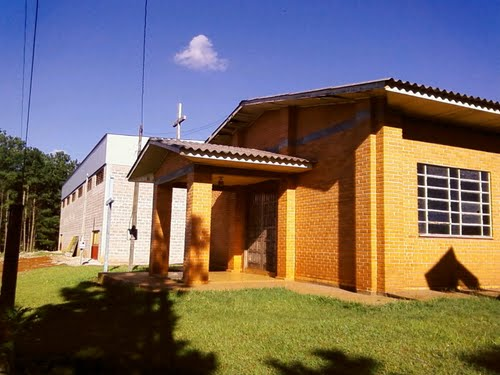
Igreja Santa Cataria de Alexandria - Baulândia

Baulândia é um distrito da cidade de Renascença ao sudoeste do estado do Paraná. coordenadas 26° 13' 20.46" S  52° 53' 17.62" W . Pertence à Microrregião de Francisco Beltrão, localizando-se ao sudoeste da capital do estado, distanciando desta cerca de 456 km. Ocupa uma área de 20 km², sendo que apenas 7 alqueires que se destina a área de loteamento e os restantes constituem a agricultura. 
A vegetação original do município predominava floresta de araucárias, hoje resta apenas poucas áreas de reserva. A economia hoje gira em torno da agricultura e da pecuária leiteira.

## História
Baulândia foi fundada na década de 1950 por Homero Baú, também desbravador da região de Corbélia, que passou a desmatar áreas para a formação de lavouras e abrir as primeiras estradas, assim deu inicio as primeiras moradias. O comércio da época era forte, havia três serrarias que deram vida ao lugar, mas acabaram com as matas.
O distrito foi estabelecido pela lei estadual nº 4776, de 21-11-1963. Nos anos 80 sua população estimava em quase mil habitantes, hoje sua população atual é de aproximadamente 150 pessoas. 